# パラグアイ川

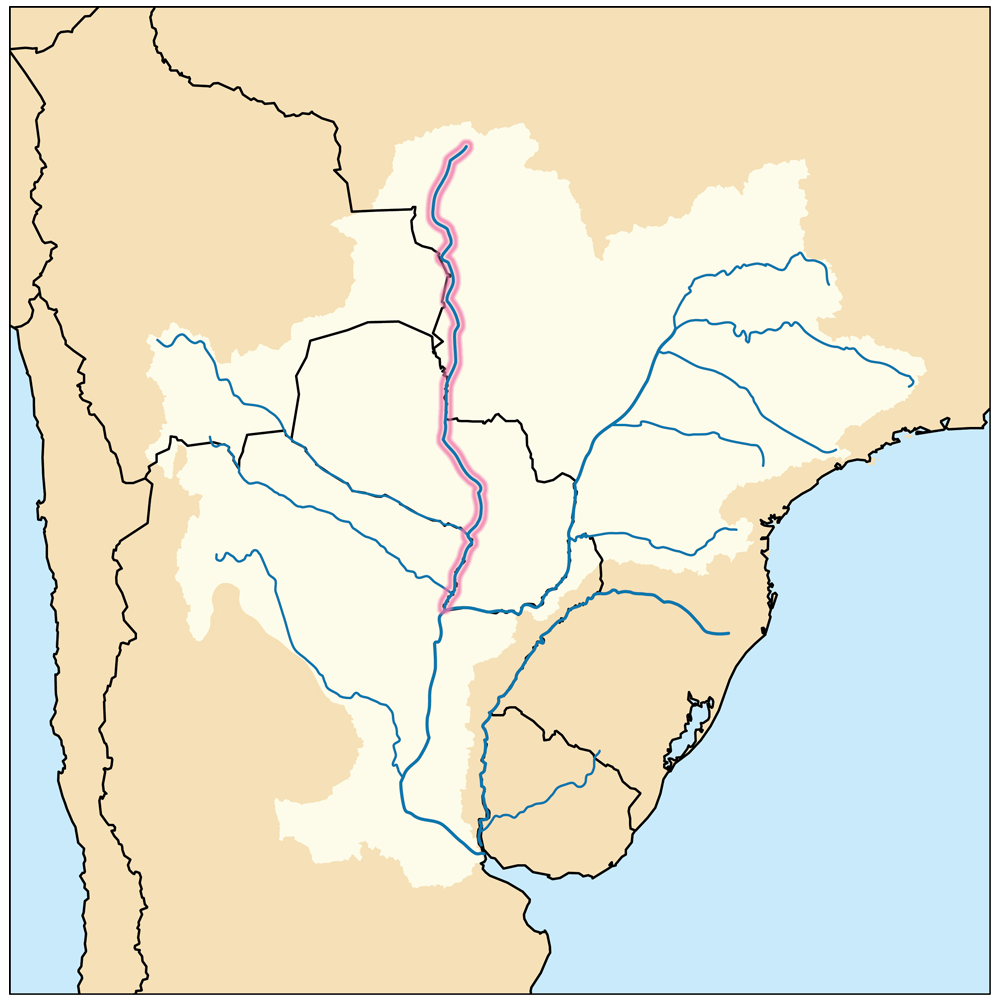
パラグアイ川（桃）の流路図

パラグアイ川（パラグアイかわ、スペイン語: Río Paraguay、ポルトガル語: Rio Paraguai、グアラニー語:Ysyry Paraguái）は、パラナ川最大の支流で、全長2,621kmの川である。

## 流路
水源はマットグロッソ州ディアマンティノの南。パラグアイ川は初めは南西方向に流れ、次に南流する。川の水は主に東のブラジル側の川から流入する水によって供給される。上流部は浅くて流れがゆるく、雨季になると堤防の両側へ数百kmも氾濫し、周囲の湿原は湖沼地帯に変貌する。パラグアイの首都アスンシオンの南400kmの地点で、パラナ川に合流する。

## 生態系
グランチャコ地域を流れるパラグアイ川の氾濫原には三日月湖、河畔林、湿地、サバナが多く、プロソピス属のProsopis alba、Prosopis nigra、Prosopis affinis、タベブイア属（イペ）のTabebuia nodosa、Tabebuia aureaおよびPeltophorum dubium、Handroanthus heptaphyllus、Nectandra falcifolia、Enterolobium contortisiliquum、Chloroleucon tenuiflorum、Aspidosperma triternatum、Copernicia alba、アローモ、Vachellia aroma、Elionurus muticus、タチスズメノヒエ、Panicum prionitisなどの植物が生え、パラグアイカイマン、クチビロカイマン、メガネカイマン、パラグアイカメレオンイグアナ、ロココヒキガエル、チャコアマガエル、Scinax acuminatus、Scinax nasicus、Dendropsophus nanus、Leptodactylus macrosternum、Melanophryniscus klappenbachi、ミナミテグー、ウルトゥー、オオカワウソ、アメリカヌマジカ、オオアリクイ、オオアルマジロ、オナガカワウソ、ハゲガオホウカンチョウ、カモハクチョウ、ミナミアメリカハイギョ、ピンタード、タイガーショベルノーズキャットフィッシュ、ジャウーなどの動物が生息している。
2000年ごろにアルゼンチン・フォルモサ州のオカ湖一帯はユネスコの生物圏保護区に指定された。サン・ロレンソ川との合流点付近のパンタナル地域のパンタナル・マトグロッセンス国立公園およびパラナ川との合流点付近のチャコ湿地はラムサール条約登録地である。

## 支流
- ピルコマジョ川
- サン・ロレンソ川（ポルトガル語版）